# Hell's House

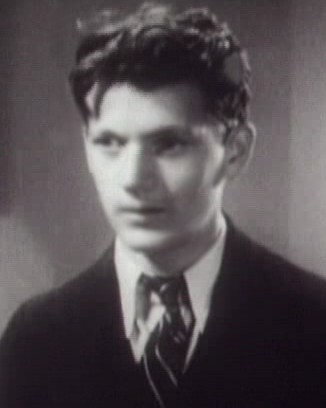
Junior Durkin en una escena del film

Hell's House és una pel·lícula estatunidenca dirigida per Howard Higgins i estrenada l'any 1932.

## Argument
Jimmy Mason (Junior Durkin), un adolescent sense feina, fa amistat amb Matt Kelly (Pat O'Brien), un gàngster de poca categoria que li proporciona una ocupació com a telefonista del seu local destinat al contraban de licors. Jimmy, encegat per l'admiració que sent per Kelly, no comprèn que, en realitat, el contrabandista s'interessa per la seua xicota, Peggy Gardner (Bette Davis). Quan la policia irromp en l'amagatall de Kelly, deté Jimmy, l'únic que hi és present. Al jutjat es nega a identificar Kelly com el seu cap i, després de rebre la reprimenda d'un sever jutge (Wallis Clark), el condemnen a tres anys en un reformatori estatal. En aquesta cruel institució, els nois pateixen els maltractaments d'un guardià sàdic (Hooper Atchley) i d'un director sense escrúpols (James Marcus). Jimmy fa amistat amb Shorty (Junior Coughlan), un reclús que pateix una greu malaltia del cor. Després de morir Shorty a causa dels maltractaments, un altruista editor de diaris (Morgan Wallace) inicia una campanya per aconseguir que millorin les condicions penitenciàries, però els seus esforços són en va, ja que el personal del centre acaba assabentant-se que aquest serà inspeccionat. Quan la tia de Jimmy (Emma Dunn) li fa una visita i li explica que Peggy es veu molt sovint amb Kelly, el jove s'escapa dins d'un contenidor d'escombraries i es dirigeix a l'apartament de Kelly, on troba la Peggy. Aquesta li explica que el motiu de la seua amistat amb Kelly no era un altre que el de tractar de persuadir-lo perquè l'ajudés a treure Jimmy del reformatori. La policia ha seguit Jimmy fins a l'apartament, però, abans que puguin arrestar-lo, Kelly confessa la seua culpabilitat i exculpa Jimmy.

## Crítica
- "Hauria pogut ser una autèntica pel·lícula de primera categoria, de classe A, però només mereix atenció com a mer producte de segona... El tema, que es prestava excel·lentment a ser El presidi (Big House, 1930) dels reformatoris estatals per a nois, fa l'efecte d'haver estat manipulat descuidadament."[2]
- "L'intent de posar a la picota els reformatoris en Hell's House amb prou feines és eficaç, si bé té alguns aspectes moderadament interessants. No obstant això, els insuficients comentaris sobre el poder de les institucions poden semblar agosarats a alguns espectadors. (...) La interpretació del jove Durkin és sincera, i el mateix cal dir de la de Bette Davis. "[3]

## Repartiment
- Junior Durkin
- Pat O'Brien
- Bette Davis
- Junior Coughlan
- Charley Grapewin
- Emma Dunn
- James Marcus
- Morgan Wallace
- Wallis Clark
- Hooper Atchley[1]